# Signe Marie Andersenová
Signe Marie Andersenová (nepřechýleně Signe Marie Andersen; * 1. listopadu 1968) je norská umělecká fotografka. Je spojována s Galleri Riis a umělecké vzdělání získala na Bergen Academy of Art and Design (Master of Arts).

## Samostatné výstavy (výběr)
- 2019 – Visitors, Galleri Riis, Oslo2011 – Somehow considered in a room, Galleri Riis, Oslo
- 2003 – Fire my flan, Hordaland Art Centre, Bergen
- 2001 – Galerie By Way, Bergen
- 1997 – Projectspace, Galleri Riis, Oslo

## Skupinové výstavy (výběr)
- 2016 – Sakte bilder (Zpomalené filmy). Muzeum umění Lillehammer
- 2014 – In a lonely place (Na osamělém místě). Muzeum umění KUBE, Ålesund
- 2009 – Latte in Watte (Latte v bavlně). Galerie Riis
- 1995 – Five star family (Pětihvězdičková rodina). Galerie Otto Plonk, Bergen[3]